# Carmen Casas Godessart
Carmen Casas Godessart, también llamada Carme Casas Godessart, (Alcalá de Gurrea,  25 de abril de 1921 - Tarragona, 26 de noviembre de 2013) fue una sindicalista y política española, activa en Aragón y en Cataluña. Su compromiso político y su perseverancia en la lucha contra el nazismo y el franquismo han hecho que sea llamada "un testigo de excepción del siglo XX".

## Biografía
Su abuelo materno era de origen belga. Nacida en Alcalá de Gurrea, se crio en Ayera. En el año 1934 su familia se trasladó a Almacellas. A los quince años, empezada la guerra civil española, se afilió a las Juventudes Socialistas Unificadas de Cataluña (JSUC). En 1938, empezó los estudios de enfermera de guerra, organizados por la Generalidad de Cataluña, pero tuvo que interrumpirlos por la presión de su madre. Al acabar la guerra civil española se exilió, sola, en Francia, donde pasó por varios campos de concentración, hasta que se reencontró con su familia. 
Una vez empezada la Segunda Guerra Mundial, empezó una intensa actividad política y de resistencia al nazismo. Durante aquellos años fue conocida con el apodo de «María» y fue perseguida por la Gestapo, motivo por el cual se tuvo que esconder continuamente en varios pueblos franceses. Ante la esta difícil situación en Francia, en 1944 volvió a España. Su compañero, Leandro Sahún, fue detenido por su lucha clandestina contra el franquismo, motivo por el cual lo encarcelaron en Zaragoza. En la frontera fue detenida y llevada a la prisión de Figueras, donde fue retenida durante un mes. En libertad, continuó con su lucha política y de resistencia al franquismo.
A principios de verano del 1945 asistió al juicio militar de Leandro Sahún. Lo condenaron a la pena de muerte y le comunicaron que al cabo de cuarenta días sería fusilado. Enseguida, Carmen empezó a moverse para impedir que la sentencia se ejecutara. Viajó hasta Madrid, donde interpuso recursos y buscó gente que tuviera influencia para poderlo ayudar.
A su vuelta en Zaragoza, se enteró de que habían caído ciento setenta compañeros por la delación de un infiltrado. A partir de aquel momento, y conocida con el apodo de «Elisa», se convirtió en la mujer más buscada por la brigada politicosocial. Pasó unos días clandestinamente en Madrid eludiendo la presencia policial, hasta que finalmente fue detenida, torturada, procesada y encarcelada. De Madrid la trasladaron a Zaragoza, donde la sometieron a un juicio militar, acusada de cometer delitos de alta traición, espionaje, masonería y comunismo. Fue condenada e internada en la prisión de Predicadores de Zaragoza durante un año y medio. A principios del 1947, consiguió la libertad condicional gracias a iniciativas de los compañeros que ya habían salido de la prisión. A pesar de ello, no fue puesta en libertad hasta meses más tarde. 
Al salir en 1948, se trasladó a Tarragona, donde estaba encarcelado su compañero en la prisión de Pilats. En 1949 finalmente obtuvo el título de enfermera en Tarragona, y tuvo que hacer el «servicio social», un tipo de servicio militar para mujeres que habían actuado en el bando republicano. Posteriormente, tras conseguir ciertas recomendaciones, se trasladó de nuevo a Madrid para tratar de pedir la conmuta de la pena de muerte a la cual Leandro seguía sentenciado desde hacía dos años. La conmutación de la pena fue conseguida en 1949, a pesar de lo cual Leandro siguió en prisión hasta diciembre de 1954. Los dos retomaron el contacto con los militantes comunistas de la zona de Tarragona y participaron en la organización del Partido Socialista Unificado de Cataluña (PSUC) y de Comisiones Obreras (CCOO) de Tarragona y su comarca.
En 1967, trabajando como enfermera,  en el Hospital Joan XXIII de Tarragona, participó en las actividades de CCOO y fue enlace sindical. Desvinculada del mundo laboral, pasó a la secretaría de jubilados y pensionistas en 1985, y fue escogida secretaria general del sindicato intercomarcal de pensionistas y jubilados de CCOO Tarragona en 1992 y reelegida el 1996. En 1997 fue cofundadora de la asociación Asociación Mujeres del 36 con el objetivo de sensibilizar las generaciones más jóvenes sobre el fascismo y la dictadura, mediante exposiciones, conferencias y testimonios.  La asociación fue disuelta el 2007, a causa de la edad avanzada de sus miembros.

## El fondo oral
El testimonio oral de Casas Godessart fue recogido, junto con el de ocho mujeres más, por la historiadora Mercedes Vilanova y la antropóloga Mercedes Fernández Martorell. El material fue donado, en 1997, al Archivo Histórico de la Ciudad de Barcelona y, desde entonces, es una de las colecciones que se conservan y puede ser consultadas en la sección Fondo oral, concretamente es la colección Fondo oral Mujeres del 36.

## Reconocimientos y homenajes
En el año 2002 el gobierno de la Generalidad de Cataluña le concedió la Medalla al trabajo Presidente Macià.
Hasta su muerte el 26 de noviembre de 2013 siguió vinculada a Iniciativa per Cataluña Verds (ICV), donde militó activamente, para mantener viva la memoria histórica entre la militancia más joven. Desde hace unos años es Militante de Honor de Jóvenes de Izquierda Verde, una de las herederas del legado de la JSUC.